# Campeonato Pernambucano 2001
In 2001 werd het 87ste Campeonato Pernambucano gespeeld voor voetbalclubs uit de Braziliaanse staat Pernambuco. De competitie werd georganiseerd door de FPF en werd gespeeld van 20 januari tot 11 juli. Náutico werd kampioen. 
In geval van gelijkspel kreeg de club twee punten indien er gescoord werd en 1 punt indien het een 0-0 was. 

## Eerste toernooi

### Eerste fase
| Plaats | Club               | Wed. | W  | G + 2 | G + 1 | V  | Saldo | Ptn. |
| ------ | ------------------ | ---- | -- | ----- | ----- | -- | ----- | ---- |
| 1.     | Náutico            | 18   | 12 | 3     | 0     | 3  | 38:17 | 42   |
| 2.     | Santa Cruz         | 18   | 11 | 4     | 1     | 2  | 32:14 | 42   |
| 3.     | Sport do Recife    | 18   | 11 | 2     | 2     | 3  | 40:15 | 39   |
| 4.     | Porto              | 18   | 5  | 4     | 2     | 7  | 21:25 | 28   |
| 5.     | Central            | 18   | 6  | 4     | 1     | 7  | 22:24 | 27   |
| 6.     | AGA                | 18   | 4  | 6     | 2     | 6  | 18:18 | 26   |
| 7.     | Ferroviário        | 18   | 5  | 4     | 2     | 7  | 20:27 | 25   |
| 8.     | Recife             | 18   | 5  | 4     | 1     | 8  | 26:29 | 24   |
| 9.     | Centro Limoeirense | 18   | 4  | 3     | 2     | 9  | 18:36 | 20   |
| 10.    | Vitória            | 18   | 2  | 2     | 1     | 13 | 15:45 | 11   |

|  | Geplaatst voor finale eerste toernooi                       |
|  | Uitgeschakeld voor tweede toernooi, naar degradatietoernooi |

### Finale
|                    |         |       |            |  |
| 23 mei 2001 Finale | Náutico | 1 – 0 | Santa Cruz |  |
| 23 mei 2001 Finale |         |       |            |  |

## Tweede toernooi

### Eerste fase
| Plaats | Club            | Wed. | W | G + 2 | G + 1 | V | Saldo | Ptn. |
| ------ | --------------- | ---- | - | ----- | ----- | - | ----- | ---- |
| 1.     | Santa Cruz      | 10   | 8 | 1     | 0     | 1 | 18:4  | 26   |
| 2.     | Náutico         | 10   | 4 | 4     | 0     | 2 | 14:10 | 20   |
| 3.     | Sport do Recife | 10   | 4 | 3     | 0     | 3 | 22:11 | 18   |
| 4.     | Central         | 10   | 4 | 2     | 0     | 4 | 10:18 | 16   |
| 5.     | AGA             | 10   | 1 | 5     | 0     | 4 | 9:14  | 13   |
| 6.     | Porto           | 10   | 1 | 1     | 0     | 8 | 9:25  | 5    |

|  | Geplaatst voor finale |

## Finale
|             |         |       |            |  |
| 8 juli Heen | Náutico | 2 – 1 | Santa Cruz |  |
| 8 juli Heen |         |       |            |  |

|               |            |       |         |  |
| 11 juli Terug | Santa Cruz | 0 – 2 | Náutico |  |
| 11 juli Terug |            |       |         |  |

## Degradatietoernooi
| Plaats | Club               | Wed. | W | G + 2 | G + 1 | V | Saldo | Ptn. |
| ------ | ------------------ | ---- | - | ----- | ----- | - | ----- | ---- |
| 1.     | Recife             | 6    | 3 | 3     | 0     | 0 | 17:7  | 15   |
| 2.     | Ferroviário        | 6    | 3 | 2     | 1     | 0 | 13:7  | 14   |
| 3.     | Vitória            | 6    | 1 | 1     | 1     | 3 | 4:9   | 6    |
| 4.     | Centro Limoeirense | 6    | 1 | 0     | 0     | 5 | 5:16  | 3    |

|  | Degradatie |

## Kampioen
| Campeonato Pernambucano de 2001 |
| Pernambuco                      |
| ------------------------------- |
| NÁUTICO Kampioen (19° titel)    |

## Topschutter
| Speler            | Speler | Goals | Club    |
| ----------------- | ------ | ----- | ------- |
| Vlag van Brazilië | Kuki   | 14    | Náutico |